# Anant Priolkar
Anant Kakba Priolkar, né en 1895, est un historien indien.

## Biographie
Il a commencé à écrire alors qu'il était à l'école et son écriture ne s'arrêta qu'avec sa mort en 1973. Son livre intitulé, L'Inquisition de Goa, est considéré comme son chef-d'œuvre[Par qui ?][réf. nécessaire]. Il plaide en faveur de la fusion de Goa dans le Maharashtra et il a également considéré Konkani comme un dialecte de la langue Marathi. 
Il est mort en 1973,.

## Œuvres
- L'Inquisition de Goa, imprimé par V. G. Moghe, Mumbai University Press,, 1961
- L'Auteur français d'un Marathi Purana, Fr. Étienne de la Croix, Journal de l'Université de Bombay, n.s. 29/2, 1959, p. 122-149, cité dans Ludo Rocher, Les Puranas. Une Histoire de la Littérature Indienne, vol. 2, fasc. 3., Wiesbaden: Harassowitz, 1986, p. 75